# Katarina Beskow
Anna Katarina Beskow eller Anna Catharina Beskow, född 2 februari 1867 i Stockholm, död 11 augusti 1939 i Salzburg, var en svensk schackmästare.
Hon tog andraplatsen efter Vera Menchik vid det första kvinnliga världsmästerskapet i London 1927, fjärdeplatsen i Hamburg 1930, fjärdeplatsen i Prag 1931 och den 23:e i Stockholm 1937. 
Hon var 1912 initiativtagare till Stockholms Kvinnliga schackklubb och var kusin till Elisabeth Beskow.